# Diego de Vargas
Diego de Vargas Zapata y Luján Ponce de León y Contreras (1643-1704), connu sous le nom de Don Diego de Vargas, est un gouverneur du Nouveau-Mexique espagnol, correspondant grossièrement aux actuels États américains du Nouveau-Mexique et de l'Arizona, titulaire 1690–1692, effectif 1692–1696 et 1703–1704.
Il est renommé pour sa reconquête du territoire en 1692 suivie de la révolte des Pueblos en 1680. Cette reconquête est commémorée chaque année durant le Fiestas de Santa Fe dans la ville de Santa Fe.